# Ferenc Kazinczy
Ferenc Kazinczy (ur. 27 października 1759, zm. 23 sierpnia 1831) – węgierski pisarz okresu oświecenia, najwybitniejszy organizator życia literackiego na Węgrzech.

## Życiorys
Na świat przyszedł w rodzinie szlacheckiej wyznania protestanckiego. W 1769 roku podjął naukę kolegium w Sarospatak. Przez rok (1777- 1778) studiował w Wiedniu sztuki piękne. Następnie odbywał praktykę prawniczą m.in. w Peszcie. Związał się z masonerią. Został inspektorem szkół powszechnych w Górnych Węgrzech, zasłużył się działalnością na rzecz systemu oświatowego. 
W 1788 roku, wraz z dwoma innymi pisarzami, Jánosem Batsányim i Dávidem Barótim Szabó, założył pismo Magyar Museum, które było pierwszym periodykiem literackim na Węgrzech. Jednak po wydaniu pierwszego numeru Kazinczy wystąpił z redakcji czasopisma z powodu różnic światopoglądowych i założył swoje własne zatytułowane Orpheus, wydawane w latach 1790-1791.
W 1774 r. wstąpił do jakobinów, w efekcie został aresztowany i kolejne 7 lat życia spędził w więzieniach (swoje przeżycia z tego okresu opisał w Dzienniku mojej niewoli). Na uzyskanych w wyniku małżeństwa z Sophie Török ziemiach Kazinczy stworzył ośrodek życia literackiego. Stał się ogromnym autorytetem dla młodych autorów, którzy kierowali się jego zdaniem (pomógł przyczynić się karierom wielu z nich). Jako utalentowany i obiektywny krytyk prowadził też korespondencję z innymi "ludźmi pióra", wydaną następnie w 23 tomach.
Ponadto Kazinczy był przywódcą obozu neologów, jednego z odłamów ruchu odnowy języka węgierskiego, dążącego do reform. 
W 1806 roku zamieszkał z żoną i siedmiorgiem dzieci w swoim majątku w Szephalom. Tam poświęcił się twórczości literackiej. Przekładał także utwory: Moliera, Szekspira, Sterne’a, Goethego, Schillera, Wielanda, Lessinga. W 1819 r. ukazał się jego esej pt. Ortolog i neolog u nas i u innych narodów, zamykający okres sporów o odnowienie języka.

## Wybrane publikacje[4]
- Kolce i kwiaty (1811);
- List poetycki do pana Mihalya Vitkovisca (1811);
- Ortolog i neolog u nas i u innych narodów (1819);
- Wspomnienia z mojego życia (1828);
- Dziennik mojej niewoli (1931);
- Listy siedmiogrodzkie (wyd. 1939).